# Judas Priest
Judas Priest este o formație britanică de heavy metal, care influențează numeroși artiști și trupe ale acestui stil. A fost înființată în 1969 de către K. K. Downing, Ian Hill și Alan Atkins.
Numele formației provine de la piesa lui Bob Dylan, "The ballad of Frankie Lee and Judas Priest" aflată pe LP-ul "John Wesley Harding". Ei au reușit să vândă aproximativ 50 de milioane de copii ale albumelor până în prezent.

## Membri
Membri actuali
- Rob Halford - voce (1973 - 1992, 2003 - prezent)
- Glenn Tipton - chitară, sprijin vocal și clavitură (1974 - prezent)
- Richie Faulkner - chitară (2011 - prezent)
- Ian Hill - chitară bas (1969 - prezent)
- Scott Travis  - baterie (1989 - prezent)

Membri în turnee
- Andy Sneap – chitară, sprijin vocal (2018 – prezent)

Foști membri
- Tim Owens "Ripper"
- John Hinch
- Les Binks
- Dave Holland
- Al Atkins
- Chris Campbell
- Kenneth "K.K." Downing

## Discografie

### Albume
- Rocka Rolla - 1974
- Sad Wings of Destiny - 1976
- Sin After Sin - 1977
- Stained Class - 1978
- Hell Bent for Leather - 1979
- British Steel - 1980
- Point of Entry - 1981
- Screaming for Vengeance - 1982
- Defenders of the Faith - 1984
- Turbo - 1986
- Ram It Down - 1988
- Painkiller - 1990
- Jugulator - 1997
- Angel Of Retribution - 2005
- Nostradamus - 2008
- Redeemer Of Souls - 2014
- Firepower - 2018
- Invincible Shield - 2024

### Albume live
- Unleashed in the East - 1979 (Live în Japonia)
- Priest...Live! - 1987 (Live 1986)
- Live Meltdown - 1998 (Live 1998)
- A Touch Of Evil:Live - 2009
- Setlist: The Very Best Of Judas Priest Live - 2010
- Battle Cry - 2016

### Casete video VHS si DVD
- "Priest...Live!"       -1987 (VHS) (concert filmat in 1986 in Dallas-Texas in turneul "Fuel For Life Tour")
- "Metal Works '73-'93"  -1993 (VHS) (istoria formatiei povestita de membrii ei;contine si parti din videoclipurile formatiei)
- "British Steel" -2001 (DVD) (istoria formatiei)
- "Live In London" -2002 (DVD)
- "Electric Eye" - (DVD) (concertul din 1986 in Dallas;videoclipuri;aparitii la BBC TV;discografie)
- "Rising In The East" -2005 (DVD) (concert filmat in Tokyo, Japonia in celebra sala Budokan
- "Live Vengeance '82" -2006 (DVD) (concert filmat in Memphis, S.U.A. in 1982)
- "Epitaph" -2013
- "Battle Cry" -2016